# Zeno.org
Zeno.org est une bibliothèque numérique germanophone.
Initiée par Zenodot Verlagsgesellschaft mbH, maison d'édition allemande liée à Directmedia Publishing (en), le contenu de Zeno.org se fonde sur des contenus issus des CD et DVD publiés par Directmedia, The Yorck Projekt et Zenodot. Zeno.org utilise aussi des contenus de Wikipédia en allemand qui peuvent être obtenus sur DVD-ROM.
Depuis sa naissance en 2007, Zeno.org est la plus importante bibliothèque numérique de langue allemande[réf. souhaitée].